# 山崎剛太郎
山崎 剛太郎（やまさき こうたろう、1917年12月16日 - 2021年3月11日）は、日本の詩人、フランス文学の翻訳家。

## 来歴
福岡県福岡市生まれ。早稲田大学文学部仏文科卒。在学中加藤周一、福永武彦らの『マチネ・ポエティク』同人となり、卒業後外務省勤務を経て東宝東和に入社し、『大いなる幻影』など多数のフランス映画の字幕翻訳を行う。調布学園女子短期大学教授、早稲田大学講師を歴任した。1979年、フランス政府より芸術文化勲章シュヴァリエを受勲。1990年、フランス政府より芸術文化勲章オフィシエを受勲される。
2021年3月11日、肺炎のため東京都港区内の病院で死去。103歳没。

## 著書
- 『薔薇物語』（雪華社） 1985年7月　ISBN 978-4792802165
- 『一秒四文字の決断 セリフから覗くフランス映画』（春秋社） 2003年5月　ISBN 978-4393495278
- 『夏の遺言 詩集』（水声社） 2008年10月　ISBN 978-4891767013
- 『詩集 薔薇の柩 付・異国拾遺』（水声社） 2013年7月
- 『詩集 薔薇の晩鐘 付・落日周辺』（春秋社） 2017年12月
- 『忘れ難き日々、いま一度、語りたきこと』（春秋社） 2023年12月

## 翻訳
- 『モンパルナスの灯 モジリアニ物語』（M・G・ミシェル、窪田般弥共訳、角川小説新書） 1958年、のち単独訳で講談社文庫
- 『シド』（シドニー＝ガブリエル・コレット、二見書房、コレット著作集7） 1970年
- 『ゴダール全集』1 - 3に参加 （竹内書店） 1970年 - 1971年
- 『動物の平和』（コレット、二見書房、コレット著作集8） 1971年
- 『昼顔』（ジョゼフ・ケッセル、三笠書房） 1971年
- 『愛すれど哀しく』（シャルル・ルイ・フィリップ、雪華社） 1971年
- 『バルスーズ』（ベルトラン・ブリエ、二見書房） 1975年
- 『愛は終り一つの憶い出に一つの祈りそして一粒の涙』（ジャン＝バディスト・ロッシ、二見書房） 1977年1月　ASIN B000J8TZZ4
- 『ベラ・ヴィスタ』（コレット、二見書房、コレット著作集9） 1977年9月　ASIN B000J8TZO0
- 『歌う女・歌わない女』（アニエス・ヴァルダ、ベストセラーズ） 1978年12月　ASIN B000J8KBU2
- 『洋上都市』（ジュール・ヴェルヌ、江口清共訳、パシフィカ） 1979年4月　ASIN B000J8I5EG
- 『映画セットの歴史と技術』（レオン・バルサック、晶文社） 1982年12月　ASIN B000J7IGTQ
- 『映画よ夢の貴公子よ 回想のジェラール・フィリップ』（アンヌ・フィリップ,クロード・ロワ、早川書房） 1984年5月　ASIN B000J75F9U
- 『紙との対話 私のデクパージュ論』（ベルナール・シトロエン、春秋社） 1993年10月　ISBN 978-4393951217
- 『エム・バタフライ』（セルジュ・グリュンベルグ、二見書房） 1994年4月　ISBN 978-4576940557